# Nicolas Ladanyi

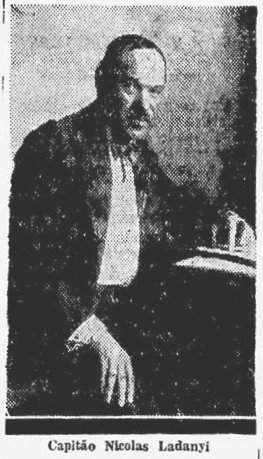
Nicolas Ladany, 1931

Nicolas J. Ladanyi (7 de abril de 1889) foi um treinador de futebol húngaro. Nicolas Ladanyi fez sucesso no Brasil ao treinar o Botafogo, quando venceu o Campeonato Carioca de Futebol de 1930 e 1932.
Ladanyi no Botafogo "desenvolvera um programa de treinamento inspirado na psicanálise" Dirigiu o clube 1930 até 1933, e treinou, entre outros craques, Carvalho Leite, Nilo e Martim Silveira.
Entre 1933 e 1934 foi técnico de America FC de Rio e da outubro até os primeiros anos da década de 1940 a Liga de Sports da Marinha.
Na década de 1940 foi diretor artístico do Cassino de Urca no Rio de Janeiro e depois, talvez até os primeiros anos de 1960 diretor social do Hotel Quitandinha de Petrópolis.
Nicolas Ladanyi é pai da atriz e dubladora Glória Ladany.